# Hans Leistikow

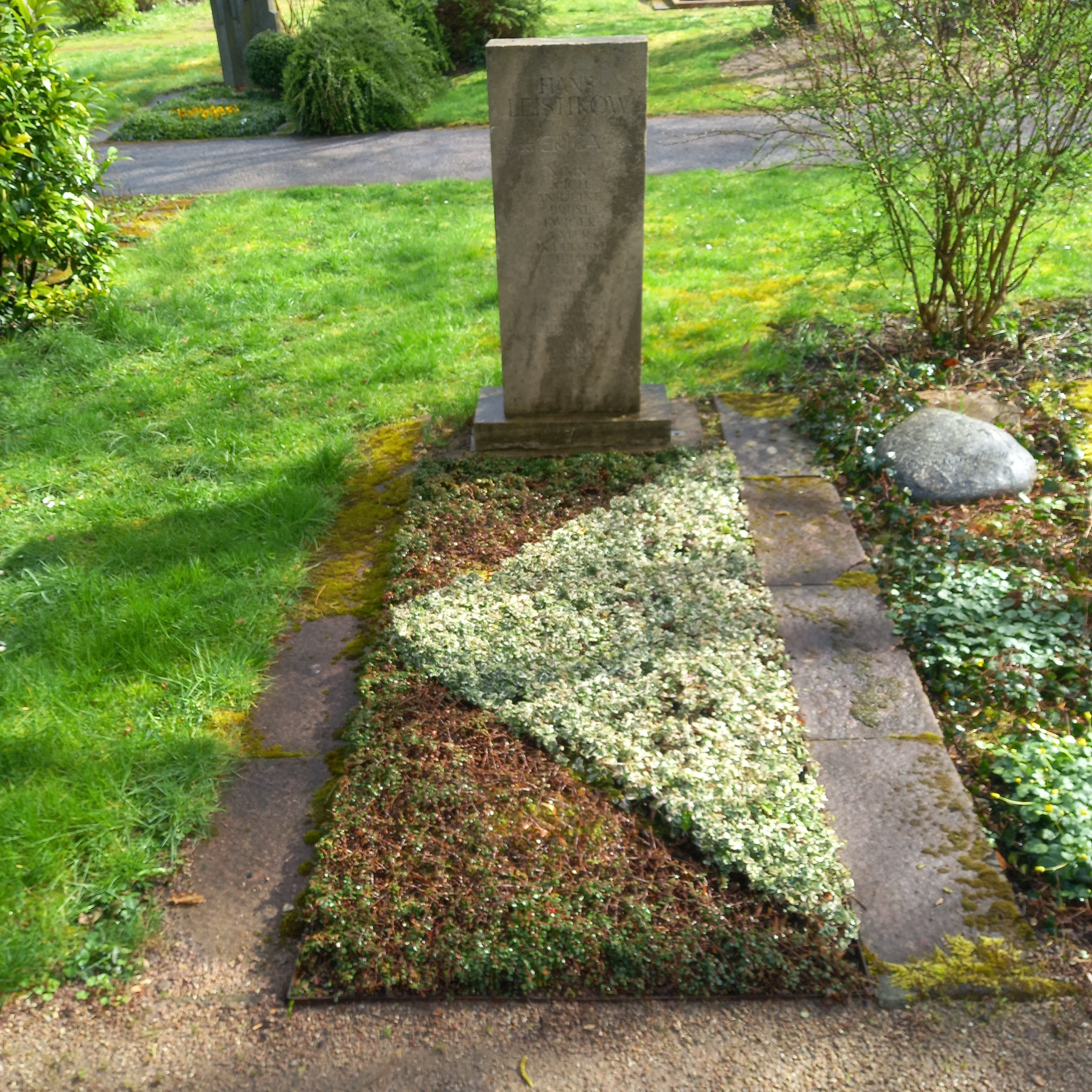
Das Grab von Hans Leistikow und seiner Ehefrau Erica geborene Habermann auf dem Südfriedhof (Frankfurt am Main)

Hans Leistikow (* 4. Mai 1892 in Elbing, Westpreußen; † 22. März 1962 in Frankfurt am Main) war ein deutscher Grafiker, der ab 1925 am Projekt Neues Frankfurt beteiligt war.

## Leben
Hans Leistikow war das älteste von drei Kindern des Elbinger Apothekers Johannes Leistikow (1863–1897) aus Bromberg und dessen Ehefrau Käte, geb. Zachler (1869–1945), aus Breslau. Er war der Neffe des Malers Walter Leistikow, Grete Leistikow war seine jüngere Schwester, der Bruder Wolf starb 1914 mit 18 Jahren. Er studierte an der Staatlichen Akademie für Kunst und Kunstgewerbe Breslau bei Hans Poelzig. Leistikow war dann wohl an der Akademie in der Lehre tätig.
Poelzig empfahl Leistikow eine Signatur, die nicht zu Verwechslungen mit seinem Onkel Walter Leistikow führt. Leistikow signierte seitdem meist mit „HAL“ und fügte so zwischen die Buchstaben seines Namenskürzels „HL“ ein „A“ ein, das seine Verehrung für Edgar Allen Poe ausdrückte. 
Während seines Aufenthalts in Breslau arbeitete er oft mit Architekten an der Gestaltung von Innenräumen und Farbgebung von Gebäuden. 1922 hatte er erstmals Kontakt mit Ernst May, der als Direktor der Wohnungsbau-Gesellschaft Schlesische Heimstätte Leistikow mit der Farbgestaltung von Siedlungen beauftragte. Er entwarf die Farbverglasungen für die von Max Berg entworfene Kapelle auf dem Oswitzer Friedhof in Breslau und gestaltete mit Adolf Rading die Innenausstattung der von Rading 1925 zum ersten Mal umgebauten Mohrenapotheke am Blücherplatz (Salzring) in Breslau. Zwei Jahre später arbeiteten sie am Entwurf des Kriebel-Hauses erneut gemeinsam. Die Werke von Leistikow zeigten plastische Vielfalt und Inspirationen der abstrakten Malerei. 1926 beteiligte Leistikow sich als Mitglied des neu gegründeten Breslauer Vereins „Farbige Stadt“ in Breslau an dessen erster Ausstellung. Der Verein widmete sich der farbigen Neubelebung der Städte. Ihm gehörten u. a. auch Käthe Schuftan und Viktor Tischler an. Über Leistikows dort ausgestellte Arbeit las man: „Seine Oderuferstraße sieht aus wie ein besonnter Rivierahafen, ist übrigens als Darstellung sehr lustig und geschmackvoll.“

Ernst May, mittlerweile Stadtbaurat in Frankfurt am Main, machte Leistikow 1925 zum Leiter des grafischen Büros der Stadtverwaltung und beauftragte ihn mit der Gestaltung sämtlicher städtischer Drucksachen im Stil der Neuen Sachlichkeit. Leistikow arbeitete dort bis 1930. Das Adressbuch verzeichnete ihn 1943 als Gebrauchsgrafiker in der Schmargendorfer Straße 20.

Leistikows Frankfurter Stadtwappen (von den Nationalsozialisten 1936 wieder abgeschafft)

Ein bekanntes Werk ist der Frankfurter Adler, eine in der Zeit des Neuen Frankfurt viel beachtete, aber zugleich von Traditionalisten kritisierte Gestaltung des Frankfurter Stadtwappens aus den 1920er Jahren, die 1936 von den Nationalsozialisten abgeschafft wurde.
Zusammen mit seiner Schwester Grete arbeitete er ab 1926 an Layout und Titelgestaltung der Zeitschrift das neue frankfurt. Ebenso führten sie Aufträge gemeinsam mit dem Grafiker Albert Windisch aus.
1927–1928 entwarf Leistikow im Auftrag Mays die „Siedlungstapeten“, die von der Marburger Tapetenfabrik produziert wurden. Diesem Beispiel folgte 1929 das Bauhaus und brachte seine Bauhaus-Tapeten auf den Markt.
Für die Siedlung Praunheim entwickelte Hans Leistikow ein Farbkonzept. Die zum Flusstal ausgerichteten Hauswände waren in Weiß gehalten, während die dem inneren Siedlungsbereich und den Wohnstraßen zugewandten Fassaden in Rot und Blau gestrichen waren.
1930 folgte Leistikow mit seiner im selben Jahr geehelichtem Frau Erica Habermann und seiner Schwester Grete, die den Architekten Werner Hebebrand geheiratet hatte und anderen Ernst May in die Sowjetunion. 1937 wurden die Geschwister als „unerwünschte Ausländer“ ausgewiesen und kehrten nach Deutschland zurück. Leistikow arbeitete als Maler und Grafiker in Berlin.
Von 1947 bis 1948 arbeitete Leistikow nochmals als Stadtgrafiker in Frankfurt am Main.

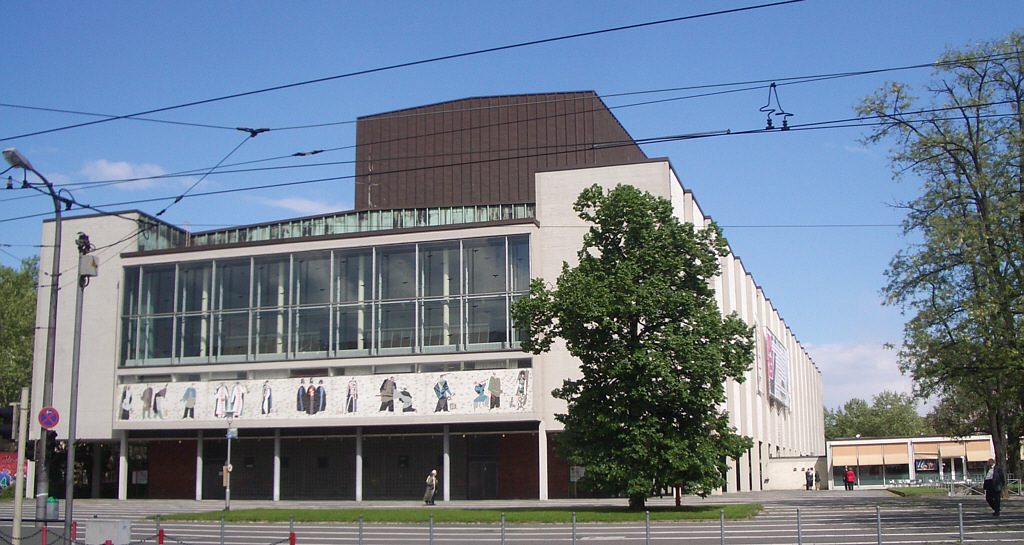
Fassade des Nationaltheaters in Mannheim mit dem Figurenfries von Hans Leistikow

Nach dem Zweiten Weltkrieg entwarf Leistikow die Farbverglasungen im Vestibül des Verwaltungsgebäudes der Bundesmonopolverwaltung für Branntwein in Offenbach am Main, das nach Entwurf des Architekten Adolf Bayer 1953–1954 errichtet wurde. In Frankfurt am Main schuf er die Altarwand und die Chorfenster der Maria-Hilf-Kirche im Gallusviertel, ausgeführt in den Jahren 1955 und 1956. Ebenfalls von ihm entworfen wurden 1953 die Fenster der Allerheiligenkirche im Frankfurter Ostend. Von Leistikow stammen auch die neue Verglasung des Bartholomäusdoms von 1953 und die Fenster der Westend-Synagoge von 1950. In beiden Fällen verzichtete er bei der Fenstergestaltung auf figürliche Darstellungen und ging von geometrischen Mustern aus, die Grundform war das Dreieck. In den Domfenstern wird dies durch diagonal geteilte Vierecke und in der Synagoge durch die alleinige Verwendung von Dreiecken variiert. Für das Nationaltheater Mannheim schuf er 1955 einen Mosaik-Figurenfries.
Leistikow war Mitbegründer der Kasseler Schule und von 1948 bis 1959 Leiter der Grafik-Klasse der Kunstakademie Kassel, der heutigen Kunsthochschule Kassel. Während dieser Zeit saß er im Bundesvorstand des Deutschen Werkbunds.
Leistikow wohnte von 1953 bis zu seinem Tode in einem von den Architekten Alois Giefer und Hermann Mäckler entworfenen Bungalow in Frankfurt-Sachsenhausen am Rande des Stadtwalds. Die Bungalows der beiden Architekten waren unmittelbar benachbart und mit einem gemeinsamen Garten verbunden. Die Wohnhäuser Giefer und Mäckler stehen seit 1986 unter Denkmalschutz, das Wohnhaus Leistikow wurde 2020 abgerissen.
Leistikows Grab befindet sich auf dem Frankfurter Südfriedhof.

## Auszeichnungen
- 1957 erhielt Leistikow die Goethe-Plakette des Landes Hessen.
- In Kassel und Frankfurt am Main wurde jeweils eine Straße nach Leistikow benannt.